# Gastón Acurio Jaramillo
Gastón Acurio Jaramillo  (Lima, 30 de octubre de 1967) es un reconocido chef, restaurador y embajador de la cocina peruana a nivel mundial. Es uno de los principales promotores de la gastronomía peruana.Acurio es un ferviente promotor de los ingredientes y técnicas culinarias peruanas, y ha sido fundamental en elevar el estatus de la cocina peruana a nivel internacional, destacando platos como el ceviche, tiradito y causa.
Estudió en Le Cordon Bleu en París, donde desarrolló su pasión por la cocina. A su regreso a Perú en la década de 1990, Acurio revolucionó la gastronomía peruana al combinar sabores tradicionales con técnicas modernas. Fundó Astrid y Gastón en Lima, su restaurante insignia, que ha sido aclamado como uno de los mejores de América Latina y del mundo. A lo largo de su carrera, ha creado un imperio de restaurantes que incluyen marcas como La Mar, Tanta, Panchita y Chicha, con sucursales en ciudades importantes como San Francisco, Miami y Buenos Aires.En el 2007 Acurio fundó la Escuela de Cocina de Pachacútec, dedicada a formar como cocineros y mozos a jóvenes de bajos recursos. Durante el 2015, Acurio anuncia también un proyecto conjunto con la Pontificia Universidad Católica de Perú de educación gastronómica. Hoy Acurio lidera una compañía con más de 3,000 empleados, presente en 13 ciudades distintas con 11 conceptos y marcas diferentes.
Ha escrito varios libros de cocina y ha participado en programas de televisión y documentales, contribuyendo a la difusión de la cultura y gastronomía peruana. Además, es conocido por su compromiso con los agricultores locales y prácticas alimentarias sostenibles, y ha estado involucrado en diversos proyectos sociales para mejorar la nutrición y la educación alimentaria en Perú. La dedicación de Gastón Acurio a su oficio y a su país lo ha convertido en una figura clave en el mundo culinario, ayudando a transformar y popularizar la cocina peruana en el escenario global.

## Biografía

### Primeros años
Gastón Acurio nació en 1967 en Lima, Perú. Hijo del exsenador y exministro cusqueño Gastón Acurio Velarde y de Jesusa Jaramillo Rázuri, estudió en el Colegio Santa María Marianistas, Lima. En 1987, asistió a la escuela de leyes de la Universidad Complutense de Madrid. En 1989, deja la universidad y se matricula en la escuela de hostelería de Madrid, donde vive dos años.
En 1991 se matriculó en el Cordon Bleu de París para estudiar cocina. Durante su estancia en París, conoció a la alemana Astrid Gutsche con quien contrajo matrimonio. En 1993, la pareja vuelve a Perú y en 1994 inauguraron el restaurante Astrid & Gastón en el Distrito de Miraflores, en Lima. Inicialmente, la carta del restaurante solo ofrecía cocina clásica francesa. Con el tiempo, Acurio comenzó a experimentar con insumos peruanos y revalidar la cocina local.
En el 2000, Astrid & Gastón abren una sucursal en Chile. Este es elegido en los años 2008 y 2010 como el mejor restaurante de ese país.
2012, el ranking gastronómico más importante del mundo hace mención al restaurante peruano: Astrid & Gastón.[cita requerida] El año siguiente, 2013, el mismo recibe el premio highest climber, por haber escalado la mayor cantidad de posiciones en un solo año. Del 35 sube al puesto 14. Ese mismo año, la publicación Restaurant Magazine elige a Astrid & Gastón el Mejor Restaurante de América Latina.

### Trayectoria gastronómica
En el 2002, Acurio recorre Perú y escribe su primer libro, Perú: Una Aventura Culinaria. A finales de ese mismo año grabó Aventura Culinaria, su programa de televisión por cable.Al siguiente año, abrió el primer local de la cadena de restaurantes Tanta, en Perú, seguido de otros en Chile, Bolivia, España, Estados Unidos y Ecuador. Dos años después, en el 2005, inaugura en Perú, La Mar, su primera cevichería, con gran acogida desde el inicio, lo que le permite consolidarse en Chile, Estados Unidos, México, Brasil, Panamá y Colombia. Posteriormente en el 2009, inauguró Chicha en Cusco y Arequipa, un restaurante que recrea la riqueza culinaria de las tradicionales chicherías andinas, y que utiliza insumos de la localidad donde se encuentran. En el mismo año, en Lima, redefine el concepto de las típicas anticucherías peruanas y se dedica a rescatar antiguas recetas criollas con Panchita.
En el 2011, Acurio incursiona en el rubro de la comida china-peruana, con su restaurante chifa Madam Tusan, con un local en Lima, dos en Santiago de Chile IKer 2b
posteriormente uno en Bogotá, Colombia. Al año siguiente se suman Los Bachiche, un restaurante italoperuano, Papacho's, una hamburguesería orgánica al de sabor nacional, y Melate Chocolate, chocolatería que, con Astrid Gutsche al mando, busca poner en valor el cacao peruano. En el 2016 Acurio inauguró su primera barra cevichera: Barra Chalaca, y anuncia la apertura de nuevos locales en Perú y Estados Unidos.
A lo largo de su carrera como chef, creativo y empresario, Acurio ha organizado importantes iniciativas en torno a la gastronomía peruana. En 2007 funda APEGA (Sociedad Peruana de Gastronomía) para promocionar el Perú a través de su cocina, sus insumos y sus destinos turísticos. Ese mismo año, de la mano con la Fundación Pachacútec, funda, el Instituto de Cocina Pachacútec. Al año siguiente, a mando de APEGA, crea la Feria Gastronómica Internacional de Lima, Mistura 2009. Mistura se convierte en un fenómeno cultural peruano.
De acuerdo a un estudio del Banco Interamericano de Desarrollo (BID) sobre innovación en la gastronomía peruana (2022),la influencia de Acurio en la cocina del Perú y en América Latina —en donde tradicionalmente se ha mirado a Europa como modelo de la alta cocina ha sido muy grande. Más  que  nadie,  él  renovó  la cocina peruana y abrió así el camino a una generación notable de chefs peruanos. Otros chefs innovadores del Perú, como Virgilio Martínez, Micha Tsumura, Pedro Schiaffino, Toshi Mastsufuji y Héctor Solís, han reconocido una deuda con él y lo consideran el edificador y líder de su comunidad. 
En 2019, el BID lo eligió para dictar la Cátedra Enrique V. Iglesias de Cultura y Desarrollo, en su sede en Washington, D. C. Trinidad Zaldívar, jefa de la Unidad de Creatividad y Cultura del BID, señaló en ese momento: ANA LUCIA 2"C viste reconocimiento a Gastón por su labor impulsando el progreso de América Latina y el Caribe a través de la gastronomía. Y queremos que también sea una inspiración para los miles de emprendedores e innovadores de la región, que apuestan por el potencial de la Economía Naranja para contribuir al desarrollo económico y social de sus países".

## Impacto mediático
En 2007 participó en el doblaje latinoamericano de la película Ratatouille. En 2009 inicia una asociación con el banco BBVA Continental, convirtiéndose en embajador de la marca.
En el año 2014 se estrena el documental ‘Finding Gastón’ o ‘Buscando a Gastón’, un documental sobre su vida y trabajo dirigido por Patricia López, ganador del Tokyo Goham Award, entregado durante el Festival de Cine de San Sebastián.
Durante ese mismo año, inicia una gira con la llamada «Pandilla Leche de Tigre»; un grupo de cocineros peruanos que  viajó por el mundo para dar a conocer el ceviche. Su gira abarcó Chile, Colombia, Argentina, Estados Unidos, España, Francia y Singapur, y tuvo entre sus miembros al mismo Gastón, a Mitsuharu Tsumura de Maido, Virgilio Martínez de Central, Rafael Piqueras de Maras, Héctor Solís de Fiesta y La Picantería, y José del Castillo de La Red e Isolina. 
Tuvo hitos como su presencia en el evento Asia’s 50 Best Restaurants, una ponencia en Le Cordon Bleu Paris y el evento inaugural de la feria Madrid Fusión (en que participa desde 2006).
En simultáneo, Gastón realiza los proyectos televisivos «Ceviche con Sentimiento» y «Anticuchos con Corazón». En ellos, se premia a los mejores cebicheros de carretilla y anticucheros, respectivamente.
En el 2018 Gastón estrena en Latina, canal de señal abierta de la televisión peruana, el programa de recetas caseras homónimo de su libro de recetas: Bravazo.

## Premios y distinciones
- Restaurante Astrid & Gastón elegido mejor restaurante de Perú (2000)
- Elegido “Emprendedor de América latina” (2006, revista América Economía).[20]
- Elegido «Empresario del año» (2006, IPAE).
- Premio de la fundación holandesa, Prince Claus (2009).
- Gourmand World Cookbook Awards (2009) por 500 años de fusión.[21]
- Elegido uno de los 20 cocineros más influyentes del mundo (2011, Feria Madrid Fusión)
- Restaurante Astrid & Gastón puesto 35 (2012), 14 (2013), 18 (2014), 14 (2015), 30 (2016) y 33 (2017) en la lista de los mejores restaurantes del mundo (World’s 50 Best Restaurants).
- Restaurante Astrid & Gastón puesto 1 (2013), 2 (2014), 7 (2015), 7 (2016 y 2017) en la lista de los mejores restaurantes del Latinoamérica (Latín America's 50 Best Restaurants).
- Global Gastronomy Award 2013
- Premio Antica Corte Pallavicina (2013).
- Lifetime Achievement del Latin America’s 50 Best Restaurants (2014).
- Reconocimiento del Le Cordon Bleu Paris y la Representación del Perú ante la Unesco por su “contribución a la difusión mundial de la gastronomía peruana”.
- Premio Diners Club Lifetime Achievement Award 2018, de The World's 50 Best Restaurants.
- Premio a la Innovación Eckart, organizado por el Grupo BMW, entregado a Gastón y Astrid Gutsche.

## Publicaciones
- Perú una Aventura Culinaria - 2002- ISBN 9972-58-002-4
- Cocina casera para los tiempos de hoy - 2003 - ISBN 978-9972580062
- Las cocinas del Perú por Gastón Acurio - 2006 -
- Larousse de la Gastronomía Peruana – 2008 - ISBN 978-6074000047
- 500 años de fusión - 2008 - ISBN 978-603-300-026-2
- La Guía de Gastón – Un dato para cada antojo - 2009 - ISBN 978-612-301-061-4
- Cebiche Power - 2012 - ISBN 978-612-4070-62-4
- 21 revelaciones para el mundo - 2012 - ISBN 978-612-45834-4-5
- Perú The Cookbook - 2015 - ISBN 978-0714869209
- Bitute - 2015 - ISBN 9786124677526
- Sazón en Acción - 2016 - ISBN 978-612-46233-8-7
- Bravazo - 2017 - ISBN 978-612-42721-7-2